# Lemurs of Madagascar
Lemurs of Madagascar (en español Lémures de Madagascar) es una obra de referencia y guía de campo sobre los lémures de Madagascar publicada en 2010, que da descripciones y datos biogeográficos de las especies conocidas. Russell Mittermeier, presidente de Conservación Internacional, fue el autor principal, mientras que Stephen D. Nash se encargó de la portada y las ilustraciones. En su tercera edición, el libro proporciona detalles acerca de todas las especies de lémures conocidas, información general, su historia y también ayuda a los viajeros a identificar los grupos que pueden encontrar. También han sido lanzados cuatro folletos relacionados con el libro, que contienen láminas a color de cada género, mapas en miniatura y lista de verificación de especies.
La primera edición tuvo críticas positivas de algunas revistas académicas como International Journal of Primatology, Conservation Biology y Lemur News. Una de las críticas, Alison Jolly, elogió el libro por su meticulosa cobertura de cada especie, las numerosas ilustraciones de alta calidad y la cautivadora discusión sobre lémures, como la conservación, la evolución y los lémures subfósiles ahora extintos. Los críticos coincidieron en que el libro es un excelente recurso para una audiencia amplia, que incluye ecoturistas e investigadores de lémures. En el American Journal of Primatology, se publicó una extensa reseña de la segunda edición en la que recibió comentarios similares y halagos por sus actualizaciones y mejoras. La tercera edición tuvo críticas positivas en Lemur News; se aplaudió la ampliación del contenido, pero preocupó que no era tan portátil como sus predecesoras.
La primera edición identificó 50 especies y subespecies de lémures, en comparación con 71 de la segunda y 101 en la tercera. La  promovida por estos libros ha sido cuestionada por Investigadores, como Ian Tattersall, han cuestionado la taxonomía promovida por estos libros, pues ven este creciente número de especies de lémures como una inflación insuficientemente justificada del total de grupos (inflación taxonómica).

## Resumen
Lemurs of Madagascar es publicado por Conservación Internacional (CI), una organización de conservación sin fines de lucro con sede cerca de Washington D. C., y pretende ser una guía de campo que identifica a todas las especies de lémures conocidos de Madagascar. La primera edición fue lanzada en 1994 y contiene 356 páginas. En 2006, se publicó la segunda edición con 520 páginas, ya fuera de imprenta, seguida de la tercera edición de 767 páginas en el otoño de 2010.
Para las tres ediciones, Stephen D. Nash, ganador el premio del Presidente de la Sociedad Americana de Primatólogos en 2004, fue el ilustrador y artista de la cubierta. El autor principal de las tres ediciones es Russell A. Mittermeier, presidente de CI y un primatólogo, herpetólogo y antropólogo físico. En la primera edición, otros cuatro autores también fueron listados: Ian Tattersall, un conservador de la División de Antropología en el Museo Americano de Historia Natural; William R. Konstant, el director de conservación y ciencia del Zoológico de Houston; David M. Meyers, un investigador y conservacionista que ha trabajado en CI, en el Fondo Mundial para la Naturaleza y otras organizaciones de conservación y desarrollo, y Roderic B. Mast, un biólogo marino, primatólogo y el director fundador del Madagascar Program de CI.
Mittermeier, Konstant, Tattersall y Meyers escribieron la segunda edición junto con siete nuevos autores: Frank Hawkins, el director técnico de CI en Madagascar; Edward E. Louis, Jr., el genetista de conservación para el Centro para la Conservación e Investigación del Zoológico Henry Doorly de Omaha; Olivier Langrand, el vicepresidente de CI para África y Madagascar; Jonah H. Ratsimbazafy, el coordinador científico del Durrell Wildlife Conservation Trust - Madagascar Program; Rodin Rasoloarison, un investigador de campo y coordinador de investigación en el Centro de Primates de Alemania; Jörg U. Ganzhorn, un profesor en el Departamento de Ecología Animal y Conservación de la Universidad de Hamburgo y un moderador de la sección de Madagascar de la Comisión de Supervivencia de Especies (IUCN/SSC) en el Grupo de especialistas en primates desde 1998; y Serge Rajaobelina, el presidente de Fanamby, una organización no gubernamental ambiental malgache.
La lista de autores cambió de nuevo con la tercera edición. Algunos que vuelven a ser incluidos son: Mittermeier, Louis, Langrand, Hawkins, Rajaobelina, Ratsimbazafy y Rasoloarison. Los nuevos incluyen a Matthew Richardson, escritor y miembro del IUCN/SSC en el Grupo de especialistas en primates; Christoph Schwitzer, el jefe de investigación del Bristol Zoo Gardens; Anthony Rylands, un investigador científico en Conservación Internacional y presidente adjunto del IUCN/SSC en el Grupo de especialistas en primates; Christian Roos, genetista del Centro de Primates de Alemania; Peter M. Kappeler, un profesor de sociobiología y antropología de la Universidad de Gotinga en Alemania; y James MacKinnon, el director técnico de Conservación Internacional en Madagascar.
La primera edición fue la continuación de un volumen de 1982, titulado Primates of Madagascar de Tattersall. Como una guía de campo Lemurs of Madagascar es «más portátil y asequible», al tiempo que ofrecía información actualizada para ayudar a los investigadores de lémures y turistas en la identificación de especies y subespecies del animal, según una revisión de Lemur News publicada en 1996. Las tres ediciones cubren la historia natural y el estado de conservación de cada especie conocida. También discuten las estrategias de conservación, los orígenes del lémur, las especies extintas y la historia de los descubrimientos realizados por los primeros naturalistas europeos. Los libros proporcionan sugerencias sobre dónde ver cada grupo, así como listas de verificación para ayudar a las personas hacer un seguimiento de sus avistamientos. El propósito del libro se define en la «Introduction» de la siguiente manera:

Conservación Internacional y el Grupo de especialistas en primates de la Comisión de Supervivencia de Especies (UICN/SSC) han reconocido desde hace tiempo a Madagascar como una de sus principales prioridades, y se complacen en presentar esta guía para facilitar la identificación en el campo de los lémures, para resumir los datos disponibles sobre su estado ecológico, su distribución y conservación, y para estimular el interés en la supervivencia de estos animales en sus hábitats naturales.
Peter A. Seligmann & Russell A. Mittermeier, Lemurs of Madagascar, Primera Edición

Cuatro folletos también han sido publicados por CI, destinados estrictamente para ayudar a la gente a identificar los lémures en el campo, proporciona más de 100 ilustraciones de especies. Todas las ilustraciones, incluso la detallada portada, fueron dibujadas por Nash. Las listas de verificación para sus respectivas especies de lémures se incluyen en estas guías, junto con mapas en miniatura de los hábitats de cada grupo. Los cuatro fascículos contienen dos ediciones de Lemurs of Madagascar Pocket Identification Guide (fuera de circulación), Nocturnal Lemurs y Diurnal and Cathemeral Lemurs.  El folleto Nocturnal Lemurs abarca 65 tipos de ocho géneros. Diurnal and Cathemeral Lemurs alberga 34 especies y subespecies de siete géneros, junto con ilustraciones para mostrar las diferencias del color de piel del macho y la hembra del Eulemur y el color cambia para los indri y rufos. Se ha previsto un quinto y sexto catálogo tras la publicación de la tercera edición de la guía de campo.

## Contenido

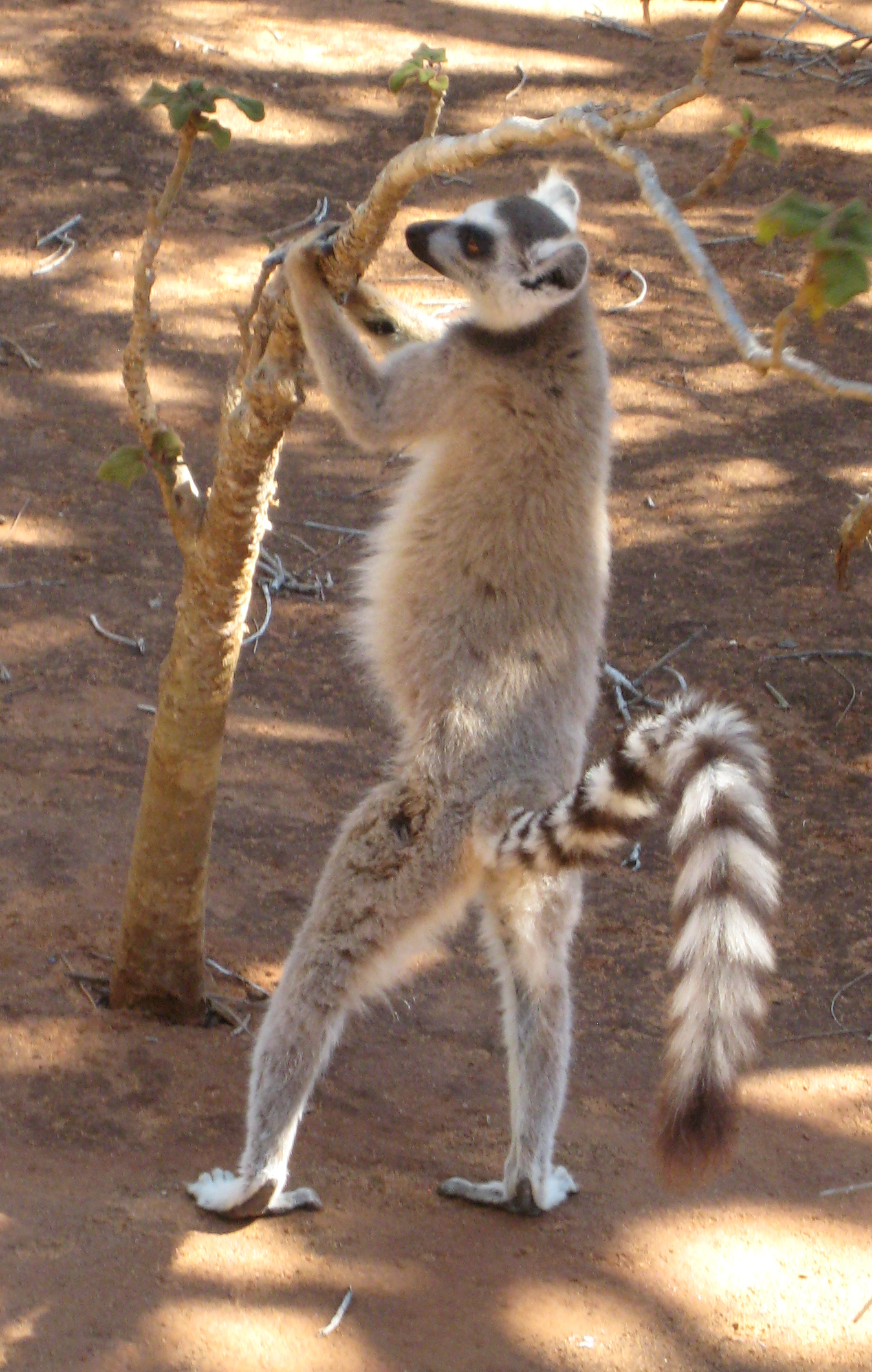
«Los machos [de lémur de cola anillada] utilizan sus espuelas espinosas en sus antebrazos para hacer pequeñas cicatrices en los troncos de los árboles que luego untan con las secreciones de sus glándulas odoríferas».
—Lemurs of Madagascar, Segunda Edición

Las tres ediciones se dividen en varios capítulos, secciones y apéndices. En la segunda y tercera edición, el interior de las cubiertas delantera y trasera incluye una rápida referencia visual con ilustraciones a todo color codificadas para cada tipo de lémur y tablas de colores para ayudar a localizar sus correspondientes secciones. Una sección titulada «How to Use this Field Guide» se incluye entre la «Introduction» y el primer capítulo. En esta sección, el libro expone al detalle de lo que trata, incluyendo referencias visuales, capítulos, apéndices, referencias, y una lista de verificación de lémures. En el capítulo «The Living Lemurs» se discute en gran detalle, cada título de sección utilizando todas las especies de lémures.
La «Introduction» en las dos primeras ediciones fue escrita por Peter A. Seligmann, el moderador de la Junta y Director Ejecutivo de CI, y Mittermeier. En la tercera edición, la «Introduction» fue escrita solamente por Mittermeier. En ella, destaca la riqueza de la diversidad de primates de Madagascar, un resumen de los esfuerzos de conservación y las oportunidades para la conservación de la diversidad, y pone de relieve los recientes descubrimientos, reconociendo al mismo tiempo la necesidad de investigación adicional. El capítulo titulado «Origins of Lemurs» («Origin of the Lemurs» en la tercera edición) resume brevemente las teorías sobre cómo llegaron los lémures para Madagascar y la dificultad en la resolución del misterio. «Discovery and Study of the Living Lemurs» repasa la historia de la exploración, la investigación en el campo y la nomenclatura taxonómica de lémures, a partir de la descripción de 1625 de un lémur de cola anillada en una investigación contemporánea por los científicos occidentales y malgaches. «The Extinct Lemurs» trata sobre los extintos lémures subfósiles, incluyendo los lémures mono, lémures perezosos, y lémures koala. «Conservation of Lemurs» detalla la cara de las amenazas a los lémures, tales como la destrucción del hábitat y la caza de animales silvestres por su carne, y los esfuerzos de conservación dirigidas a su protección, de los programas in situ y ex situ del Madagascar Fauna Group a la promesa del expresidente de Madagascar Marc Ravalomanana de triplicar las áreas protegidas del país en cinco años, conocida como la Durban Vision. En la tercera edición, se añadió un nuevo capítulo, titulado «Madagascar's Ancient Geological History», escrita por Maarten de Wit de la Universidad de Ciudad del Cabo. En ella, se exploran al detalle los tres millones de años de historia geológica y biológica.
La mayoría del libro, incluyendo el capítulo «The Living Lemurs» y secciones separadas de cada grupo taxonómico de lémures, proporcionaron información detallada de todas las especies de lémures conocidas hasta el momento de la publicación, desde el lémur ratón al grande indri y la sifaca diademado. En la primera y segunda edición, el capítulo «The Living Lemurs» se divide primero en secciones sobre las familias, y luego en especies agrupadas juntas por géneros. En la tercera edición, cada familia se le asigna su propio número de capítulo, separado del capítulo «The Living Lemurs», sin embargo, el orden y el diseño son los mismos. En la segunda y tercera edición, todas las páginas dentro de cada sección de la familia se les asigna una lengüeta de color para que coincida con los de la referencia visual dentro de las cubiertas. Cada subsección de especie tiene un mapa de distribución, una ilustración o una foto (si está disponible), una lista de nombres comunes en múltiples idiomas (incluyendo malgache), y la información sobre grupos divididos en cinco secciones: «Identification», «Geographic Range», «Natural History», «Conservation Status», y «Where to See It».
| [El lémur enano de orejas peludas] es absolutamente una de las especies de lémur más difíciles de encontrar en la naturaleza, y de hecho muchos expertos que han trabajado durante décadas en Madagascar todavía no han visto uno. ... Las mejores oportunidades para verlo están en la Reserva Especial Analamazaotra y la Forêt de Vohidrazana cerca del pueblo de Fanovana, aproximadamente a 12 km al este de Andasibe, aunque su observación en estas áreas sigue siendo muy impredecible. —Mittermeier, et al. Lemurs of Madagascar, Segunda Edición |

La sección de «Identification» para cada especie proporciona información descriptiva para ayudar a identificar y distinguir las especies, que incluye una descripción física detallada, discute de la variación en tamaño y coloración (morfometría), y descripciones de las distintivas vocalizaciones. «Geographic Range» ofrece información textual para acompañar el mapa de distribución previsto, aunque los autores señalan que los rangos cambian debido a la destrucción del hábitat y los grupos que se pueden encontrar en las nuevas localidades fuera de su área de distribución conocida. «Natural History» resume lo que se conoce sobre el comportamiento y la ecología de cada tipo, tales como las estrategias de alimentación inusuales del aye-aye o el comportamiento a la construcción de nidos de los lémures rufos. Densidades de poblaciones y distribuciones estimadas, historias de vida, dieta, estructura social, y otros detalles se proporcionan cuando se conocen. Para muchas familias, hay poca información debido a la falta de investigación, mientras que otras se han estudiado ampliamente lo que permite un detalle elaborado. «Conservation Status» muestra la Lista Roja de la UICN de Especies Amenazadas y la evaluación de las áreas protegidas en las que una especie se puede encontrar, mientras que también discute las amenazas específicas, los efectos locales de fady (tabús), las perspectivas de futuro para la supervivencia de la especie, y su cobertura dentro de las áreas protegidas. Por último, «Where to See It» tiene como objetivo promover el ecoturismo, ayudar a los viajeros a encontrar los mejores sitios para ver lémures que se pueden llegar de forma rápida y con el menor esfuerzo. También, se mencionan a veces modos sugeridos de transporte.
Los apéndices difieren entre ediciones. La primera edición tiene dos apéndices. El primero se titula «Lemurs Present in Protected Areas» y discute cada región y dominio de Madagascar mientras que también proporciona información de las especies básicas y contenido de cada área protegida para lémures. El segundo apéndice, «Alternative Names for Towns and Sites in Madagascar» explica algunos nombres alternativos en francés y malgache para algunos pueblos y ciudades más grandes en Madagascar. En la segunda y tercera edición, el apéndice A, «Maps of Madagascar», contiene mapas en color que ayudan a localizar las ciudades, áreas protegidas, la topografía, los ríos, la cubierta forestal, regiones y sitios para ver lémures. El apéndice B, titulado «Biogeographic Regions and Floristic Domains of Madagascar» analiza las regiones y ámbitos de Madagascar. El apéndice C, «Key Sites for Watching Lemurs», cubre características y aspectos más destacados de los parques nacionales, reservas, y las regiones para la observación de lémures. La tercera edición añadió el apéndice D, titulado «Primate-watching and Primate Life-listing». En él, se promueven primate-watching y primate life-listing (las grabaciones personales de los primeros avistamientos de una especie), mientras se discuten sus beneficios para la conservación.
Las tres ediciones proporcionan una sección «References», con la segunda edición de una lista de aproximadamente 500 científicos, libros, informes y disertaciones utilizadas en la creación del libro. El número de referencias llegó a más de 1100 en la tercera edición. Después de «References», la primera edición ofrece una sección con las láminas en colores. Por el contrario, la segunda y tercera edición proporcionan ilustraciones a todo color en el libro entero.

## Críticas
En una revisión de la primera edición en el International Journal of Primatology en 1996, Lisa Gould habló favorablemente del libro, citó pasajes sobre descripciones de lémures de los siglos 17 y 18 que encontró entretenido e informativo. Ella estaba particularmente fascinada con el capítulo cuatro, «The Extinct Lemurs», y las reconstrucciones de Nash que acompañaban a las descripciones de la morfología, comportamiento y dieta. Elogió la obra de Nash como uno de los aspectos más agradables del libro. El libro fue aclamado como una excelente fuente para la identificación de especies del lémures tanto para turistas e investigadores. El libro también se examinó brevemente en College & Research Libraries News por George Eberhart en abril de 1996.  La reseña notó una promoción del ecoturismo de Conservación Internacional mientras que también proporciona un recuento de las ilustraciones del libro: 35 láminas a color, 50 mapas de distribución, y 135 dibujos de posturas y comportamientos.

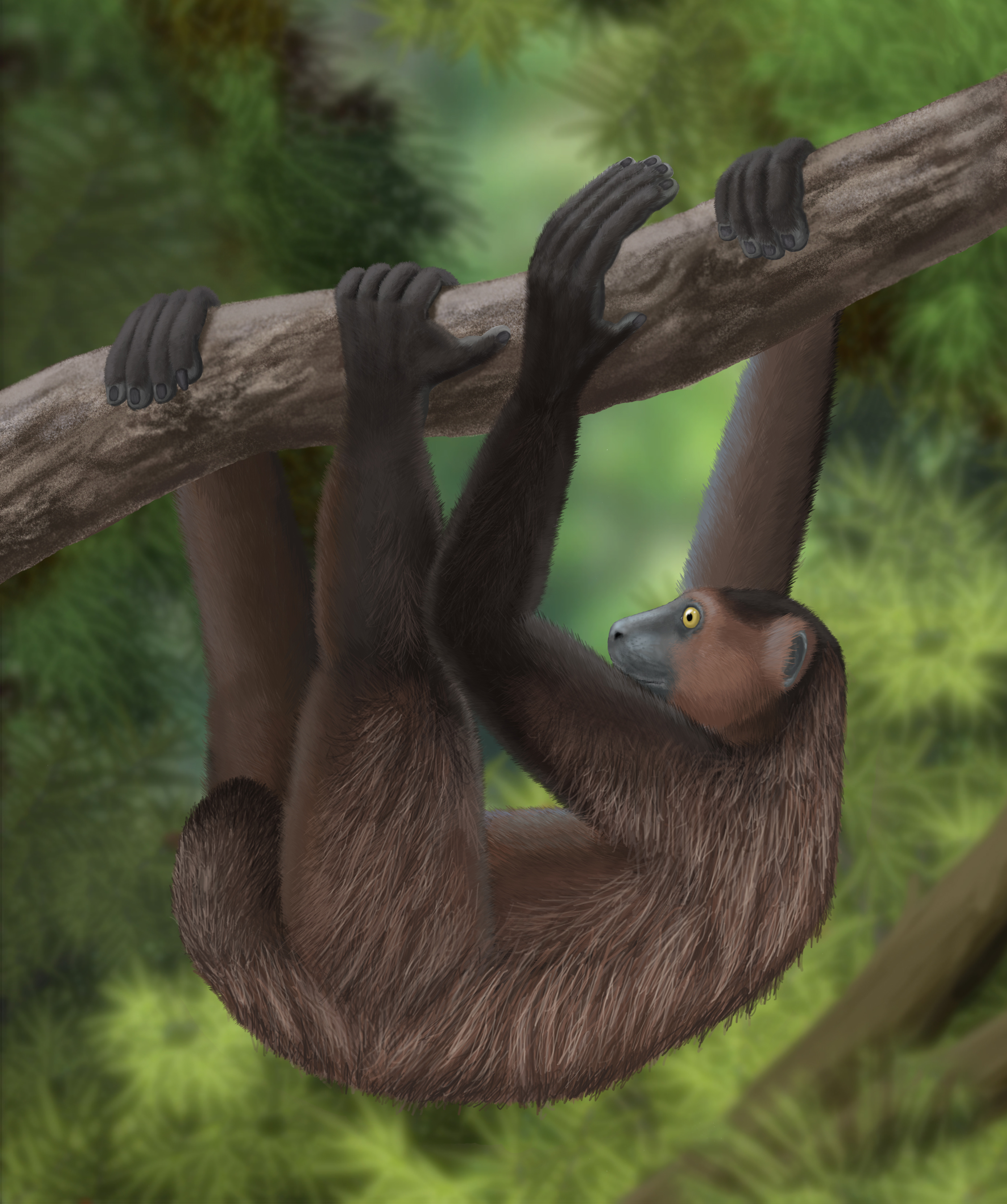
Babakotia radofilai, una de las especies de lémures gigantes extintos que se describen en el capítulo titulado «The Extinct Lemurs».

En la edición de Lemur News de 1996 (volumen 2), Alison Jolly elogió la primera edición de su «contribución al conocimiento en general» y «su efecto sobre su público objetivo». Al igual que Gould, Jolly alabó el trabajo como una guía de campo, así como las ilustraciones de alta calidad de Nash. Ella se refirió a la atracción de la reconstrucción del lémur subfósil de Nash, alegó que estaba «convirtiendo rápidamente la ilustración del libro en la más pirateada en diapositivas en las conferencias sobre primates». Jolly felicitó la minuciosidad de la información de la historia natural proporcionada para cada especie, incluyendo grupos ahora descritos, y señaló que la información existente era objeto de un mejor conocimiento que cualquier otra literatura publicada, incluso cuando proporciona un solo párrafo de tipos poco conocidos. El libro se recomienda no solamente para especialistas sobre lémures, sino también para los turistas, esperando despertar el interés en el ecoturismo en la empobrecida Madagascar. La lista de verificación de familias, así como la información sobre dónde localizarlas más fácilmente, obtuvo una mención especial del Jolly, que solo podía presumir de ver 30 de las 50 especies conocidas en ese momento. Por último, Jolly mencionó que para los investigadores malgaches fue lo «más importante y más apreciado», según los informes de Mittermeier dio 50 copias del libro durante un taller en 1995.
En una revisión de Conservation Biology por Joelisoa Ratsirarson en 1997, se refiere al libro como un «importante logro» por su información hasta la fecha, y por ser la primera guía de campo exhaustiva de lémures. Enfatizó muchos de los mismos puntos destacados por Gould y Jolly, pasó a señalar la inclusión de información de manejo en cautiverio, los detalles inéditos, y el uso de nombres comunes en inglés, francés, alemán, y malgache. Su crítica se centró en la organización de las ilustraciones en relación con el texto, la falta de un índice, y el deseo de obtener más información acerca de las funciones de los lémures en su ecosistema. A pesar de que la elogió por ser útil para los turistas, investigadores, estudiantes, administradores de recursos, y conservacionistas, expresó su preocupación por la falta de oferta en las librerías de Madagascar.
La segunda edición de Lemurs of Madagascar fue completamente revisada en detalle en la American Journal of Primatology por Stacey Tecot. Cada capítulo, sección, y el apéndice se resumen a fondo, y al igual que con las reseñas de las ediciones anteriores, el capítulo sobre lémures subfósiles se señaló como una de las partes más «fascinantes» del libro, sobre todo debido a sus coloridas e informativas ilustraciones. Aunque el libro solo recibió elogios, Tecot hizo sugerir dos incorporaciones para la próxima edición: la necesidad de información sobre los procesos de la biogeografía de islas y la expansión de los programas de conservación en cautiverio aparte de la Duke Lemur Center, particularmente en la Lemur Conservation Foundation y la Isla St. Catherines. Un índice al tema también fue recomendado, junto con una mejor referenciación de las figuras e ilustraciones. Por otra parte, el libro fue elogiado por ser mejor que otras guías de campo debido a su inclusión de aparentemente oscuros detalles aún importantes, tales como la forma de llegar a los sitios de observación de lémures, el tiempo de viaje, dónde alojarse, las menciones de los sitios menos conocidos, listados de especies para ser vistos, mejores momentos para observar, e incluso, entre otras cosas, el número de grupos de lémur habituados en cada área. Tecot señaló que la lista de verificación de lémures promueve la competencia para observar al lémur, similar a la observación de aves, y que las secciones codificadas por colores ayudan en «la identificación de especies sobre la marcha». Aunque muy satisfecho con la información proporcionada para cada grupo, Tecot recomendó seguir sus consejos para la próxima tercera edición y de esa forma cubrir ampliamente la literatura publicada. Al igual que su predecesora, la segunda edición fue alabada como una excelente herramienta para los ecoturistas e investigadores. También se caracteriza por su intento de promover el ecoturismo como una estrategia de conservación.
Esta nueva edición también se mencionó brevemente en la edición de Lemur News (volumen 11) en 2006. La publicación destacó la extensa cobertura de la información científica en toda una serie de capítulos y apéndices. La edición dijo que contiene más de 200 ilustraciones, incluyendo dibujos, fotografías y mapas.
La tercera edición de 2010 fue revisada en Lemur News por Alex Dunkel. Elogió el mayor nivel de detalle en la nueva edición, que añade información adicional sobre la geología, la historia de la investigación de lémures, y numerosos aspectos de su biología. Los esfuerzos por conservar los lémures han enfrentado desafíos pendientes, Dunkel escribió, debido a la inestabilidad política y económica en Madagascar, y estos desafíos hacen que la nueva edición especial tome importancia. Sin embargo, le preocupaba que el aumento en el tamaño del libro lo hiciera menos portable que sus predecesoras.

## Impacto en la taxonomía del lémur

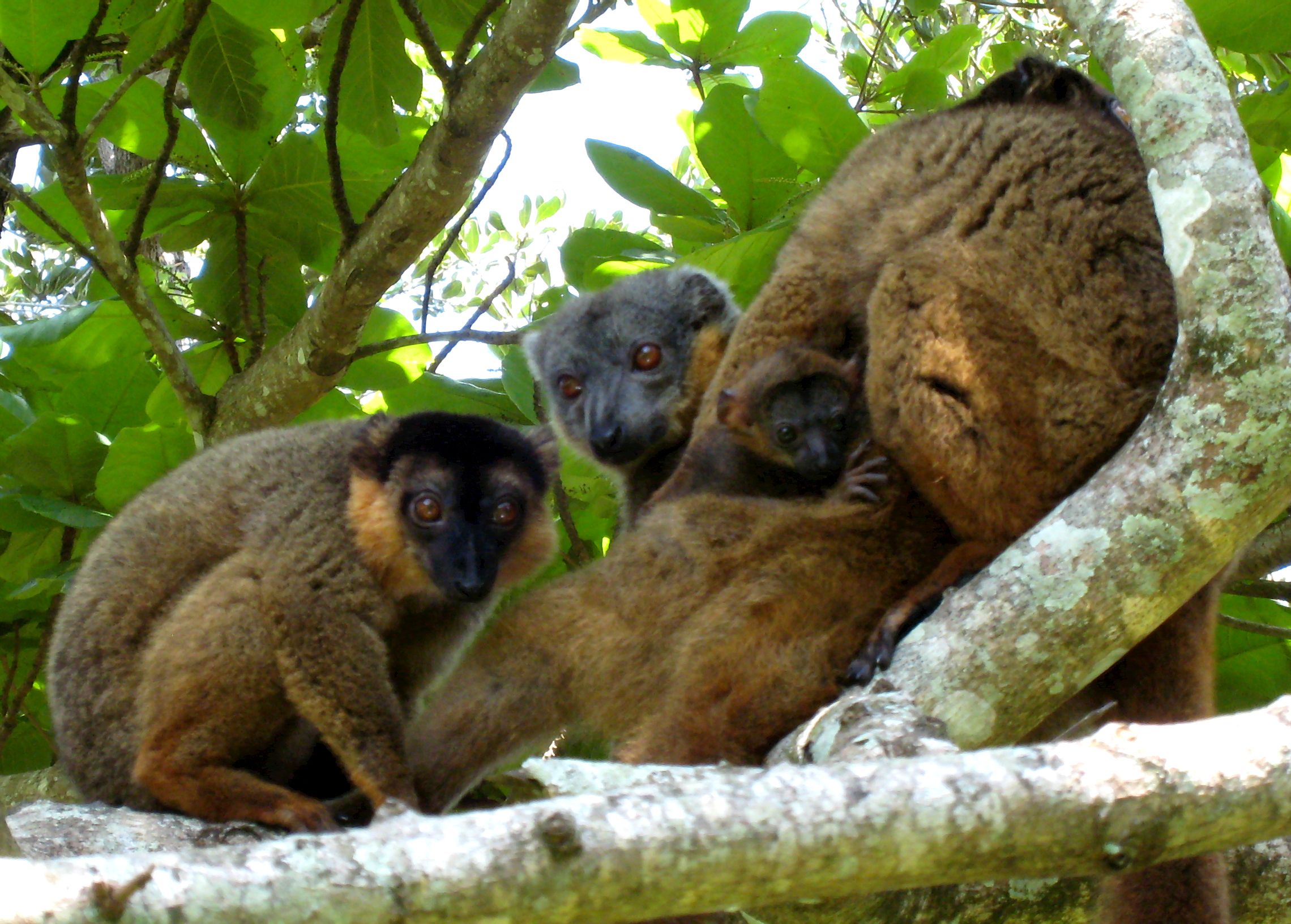
Los lémures marrones de collar fueron tratados como una subespecie en la primera edición, pero elevada a la categoría de especie en la segunda.

Mientras que la primera edición reconoció 50 taxones de lémures (32 especies y 25 subespecies), la segunda edición identificó 71 taxones de lémures (68 especies y 5 subespecies) solo 12 años después. La segunda edición siguió las recomendaciones de la tercera edición de Mammal Species of the World de Colin Groves de 2005, al reconocer familias nocturnas hace poco identificadas y elevando muchas exsubespecies a la condición de especies. En comparación, el libro de Tattersall Primates of Madagascar de 1982 enumeró solo 20 especies y 29 subespecies. Tras la publicación de la segunda edición, Nick Garbutt identificó 87 especies y 5 subespecies en su libro Mammals of Madagascar.
No todos los investigadores están de acuerdo con las familias de lémures apoyadas en estos libros. Investigadores como Tattersall y Anne D. Yoder, directora del Duke Lemur Center, han expresado su preocupación por la inflación taxonómica. En particular, Tattersall ha observado un fuerte descenso en especies de lémures politípicas, o especies con subespecies definidas, comenzando con la primera edición de Lemurs of Madagascar y cada vez más marcada en la segunda edición. Él señaló que más de la mitad de las nuevas especies añadidas en la segunda edición fueron promovidas de subespecies y cuestionó que Madagascar podría producir tantas familias monotípicas.
Antes del lanzamiento de la tercera edición de Lemurs of Madagascar, muchos de los principales autores, así como Colin Groves, se asociaron en 2008 para compilar una lista actualizada de los tipos de lémures, publicada con el título «Lemur diversity in Madagascar» en la International Journal of Primatology. En ella, 99 taxones de lémures fueron reconocidas (97 especies y 3 subespecies). La tercera edición incluyó 101 taxones de lémures (97 especies y 6 subespecies) y sugirió que la futura investigación podría revelar algunos más (110 a 125 taxones).

### Obras citadas
- Mittermeier, R.A.; Tattersall, I.; Konstant, W.R.; Meyers, D.M.; Mast, R.B. (1994). Lemurs of Madagascar (en inglés). Ilustrado por S.D. Nash (1ra edición). Conservación Internacional. ISBN 1-881173-08-9.
- Mittermeier, R.A.; Konstant, W.R.; Hawkins, F.; Louis, E.E.; Langrand, O.; Ratsimbazafy, J.; Rasoloarison, R.; Ganzhorn, J.U.; Rajaobelina, S.; Tattersall, I.; Meyers, D.M. (2006). Lemurs of Madagascar (en inglés). Ilustrado por S.D. Nash (2da edición). Conservación Internacional. ISBN 1-881173-88-7.
- Mittermeier, R.A.; Louis, E.E.; Richardson, M.; Schwitzer, C.; Langrand, O.; Rylands, A.B.; Hawkins, F.; Rajaobelina, S.; Ratsimbazafy, J.; Rasoloarison, R.; Roos, C.; Kappeler, P.M.; MacKinnon, J. (2010). Lemurs of Madagascar (en inglés). Ilustrado por S.D. Nash (3ra edición). Conservación Internacional. ISBN 978-1-934151-23-5.

- Datos: Q3229403